# Tournoi de tennis de Wembley
Le Wembley Pro est un ancien tournoi de tennis créé en 1934 et organisé jusqu'en 1990. Il était joué sur moquette indoor pendant l'ère Open, mais aussi sur parquet.
Le tournoi avait la particularité d'être réservé aux joueurs professionnels, car jusqu'en 1968, ces derniers étaient bannis du circuit traditionnel amateur et n'étaient pas admis dans les tournois classiques du Grand Chelem ou en Coupe Davis.

## Historique
Le tournoi professionnel de Wembley, organisé à la Wembley Arena dans la banlieue de Londres est souvent appelé Wembley Pro. Les dénominations exactes furent les suivantes : London Indoor Professional Championships de 1951 à 1967, Kramer Tournament of Champions en 1968, British Covered Court Championships de 1969 à 1971, puis à partir de 1976 Benson & Hedges Tournament.
Le tournoi fut un des plus importants événements sportifs tennistiques avant 1968. Le vainqueur était souvent considéré comme le meilleur joueur professionnel au monde. Il était l'équivalent professionnels du tournoi de Wimbledon, réservé aux amateurs. Depuis l'ère Open, l'importance sportive du tournoi déclina face aux nouveaux tournois du Grand Chelem, aux WCT Finals et aux Masters. La dernière édition eut lieu en 1990.
En 1991, le tournoi est remplacé par le tournoi de Birmingham qui ne fut joué qu'une seule édition.

Tableau sont disponibles 1934 à 1967.

## Palmarès messieurs
Les éditions 1936 et 1938 sont incertaines. Joe McCauley, probablement inspiré des recherches de Lance Tingay affiche le résultat des finales alors que Ray Bowers affirme que ces tournois n'ont jamais eu lieu. Le tournoi a pu se dérouler sous la forme d'un face-à-face entre deux joueurs.

### Simple
| No       | Date       | Nom et lieu du tournoi                                  | Catégorie              | Dotation       | Surface         | Vainqueur        | Finaliste       | Score                   |                |
| -------- | ---------- | ------------------------------------------------------- | ---------------------- | -------------- | --------------- | ---------------- | --------------- | ----------------------- | -------------- |
| 1        | 24-11-1934 | Wembley Professional Championships, Wembley             |                        | NC $           | NC              | Ellsworth Vines  | Hans Nüsslein   | 4-6, 7-5, 6-3, 8-6      |                |
| 2        | 30-09-1935 | Wembley Professional Championships, Wembley             |                        | NC $           | NC              | Ellsworth Vines  | Bill Tilden     | 6-1, 6-3, 5-7, 3-6, 6-3 |                |
| 3        | 1936       | Wembley Professional Championships, Wembley             |                        | NC $           | NC              | Ellsworth Vines  | Hans Nüsslein   | 6-4, 6-4, 6-2           |                |
| 4        | 27-09-1937 | Wembley Professional Championships, Wembley             |                        | NC $           | NC              | Hans Nüsslein    | Bill Tilden     | 6-3, 3-6, 6-3, 2-6, 6-2 |                |
| 5        | 1938       | Wembley Professional Championships, Wembley             |                        | NC $           | NC              | Hans Nüsslein    | Bill Tilden     | 7–5, 3–6, 6–3, 3–6, 6–2 |                |
| 6        | 1939       | Wembley Professional Championships, Wembley             |                        | NC $           | NC              | Donald Budge     | Hans Nüsslein   | 13–11, 2–6, 6–4         |                |
|          | 1940-1948  | Pas de tournoi                                          | Pas de tournoi         | Pas de tournoi | Pas de tournoi  | Pas de tournoi   | Pas de tournoi  | Pas de tournoi          | Pas de tournoi |
| 7        | 30-05-1949 | Wembley Professional Championships, Wembley             |                        | NC $           | NC              | Jack Kramer      | Bobby Riggs     | 2-6, 6-4, 6-3, 6-4      |                |
| 8        | 25-09-1950 | Wembley Professional Championships, Wembley             |                        | NC $           | NC              | Pancho Gonzales  | Welby Van Horn  | 6-3, 6-3, 6-2           |                |
| 9        | 24-09-1951 | London Indoor Professional Championships, Wembley       |                        | NC $           | NC              | Pancho Gonzales  | Pancho Segura   | 6-2, 6-2, 2-6, 6-4      |                |
| 10       | 25-09-1952 | London Indoor Professional Championships, Wembley       |                        | NC $           | NC              | Pancho Gonzales  | Jack Kramer     | 3-6, 3-6, 6-2, 6-4, 7-5 |                |
| 11       | 17-11-1953 | London Indoor Professional Championships, Wembley       |                        | NC $           | NC              | Frank Sedgman    | Pancho Gonzales | 6-1, 6-2, 6-2           |                |
|          | 1954-1955  | Pas de tournoi                                          | Pas de tournoi         | Pas de tournoi | Pas de tournoi  | Pas de tournoi   | Pas de tournoi  | Pas de tournoi          | Pas de tournoi |
| 12       | 01-10-1956 | London Indoor Professional Championships, Wembley       |                        | NC $           | NC              | Pancho Gonzales  | Frank Sedgman   | 4-6, 11-9, 11-9, 9-7    |                |
| 13       | 23-09-1957 | London Indoor Professional Championships, Wembley       |                        | NC $           | NC              | Ken Rosewall     | Pancho Segura   | 1-6, 6-3, 6-4, 3-6, 6-4 |                |
| 14       | 22-09-1958 | London Indoor Professional Championships, Wembley       |                        | NC $           | NC              | Frank Sedgman    | Tony Trabert    | 6-4, 6-3, 6-4           |                |
| 15       | 21-09-1959 | London Indoor Professional Championships, Wembley       |                        | NC $           | NC              | Malcolm Anderson | Pancho Segura   | 4-6, 6-4, 3-6, 6-3, 8-6 |                |
| 16       | 19-09-1960 | London Indoor Professional Championships, Wembley       |                        | NC $           | NC              | Ken Rosewall     | Pancho Segura   | 5-7, 8-6, 6-1, 6-3      |                |
| 17       | 24-09-1961 | London Indoor Professional Championships, Wembley       |                        | NC $           | NC              | Ken Rosewall     | Lew Hoad        | 6-3, 3-6, 6-2, 6-3      |                |
| 18       | 17-09-1962 | London Indoor Professional Championships, Wembley       |                        | NC $           | NC              | Ken Rosewall     | Lew Hoad        | 6-4, 5-7, 15-13, 7-5    |                |
| 19       | 16-09-1963 | London Indoor Professional Championships, Wembley       |                        | NC $           | NC              | Ken Rosewall     | Lew Hoad        | 6-4, 6-2, 4-6, 6-3      |                |
| 20       | 14-09-1964 | London Indoor Professional Championships, Wembley       |                        | NC $           | NC              | Rod Laver        | Ken Rosewall    | 7-5, 5-7, 4-6, 8-6, 8-6 |                |
| 21       | 13-09-1965 | London Indoor Professional Championships, Wembley       |                        | NC $           | NC              | Rod Laver        | Andrés Gimeno   | 6-3, 6-3, 6-4           |                |
| 22       | 12-09-1966 | London Indoor Professional Championships, Wembley       |                        | NC $           | NC              | Rod Laver        | Ken Rosewall    | 6-2, 6-2, 6-3           |                |
| 23       | 23-10-1967 | London Indoor Professional Championships, Wembley       |                        | NC $           | NC              | Rod Laver        | Ken Rosewall    | 2-6, 6-1, 1-6, 8-6, 6-2 |                |
| Ère Open |            |                                                         |                        |                |                 |                  |                 |                         |                |
| 24       | 18-11-1968 | Kramer Tournament of Champions, Wembley                 |                        | NC $           | Moquette (int.) | Ken Rosewall     | John Newcombe   | 6-4, 4-6, 7-5, 6-4      |                |
| 25       | 17-11-1969 | Wills Open British Covered Court Championships, Wembley |                        | 3 000 £        | Moquette (int.) | Rod Laver        | Tony Roche      | 6-4, 6-1, 6-3           |                |
| 26       | 16-11-1970 | Embassy British Covered Court Championships, Wembley    | Grand Prix             | 25 000 £       | Moquette (int.) | Rod Laver        | Cliff Richey    | 6-3, 6-4, 6-4           |                |
| 27       | 01-11-1971 | Embassy British Covered Court Championships, Wembley    | Grand Prix             | 50 000 $       | Moquette (int.) | Ilie Năstase     | Rod Laver       | 3-6, 6-3, 3-6, 6-4, 6-4 |                |
|          | 1972-1975  | Pas de tournoi                                          | Pas de tournoi         | Pas de tournoi | Pas de tournoi  | Pas de tournoi   | Pas de tournoi  | Pas de tournoi          | Pas de tournoi |
| 28       | 15-11-1976 | Benson & Hedges Tournament, Wembley                     | Grand Prix             | 125 000 $      | Moquette (int.) | Jimmy Connors    | Roscoe Tanner   | 3-6, 7-6, 6-4           |                |
| 29       | 14-11-1977 | Benson & Hedges Tournament, Wembley                     | Grand Prix             | 125 000 $      | Dur (int.)      | Björn Borg       | John Lloyd      | 6-4, 6-4, 6-3           |                |
| 30       | 13-11-1978 | Benson & Hedges Tournament, Wembley                     | Grand Prix             | 175 000 $      | Moquette (int.) | John McEnroe     | Tim Gullikson   | 6-7, 6-4, 7-6, 6-2      |                |
| 31       | 12-11-1979 | Benson & Hedges Tournament, Wembley                     | Grand Prix             | 175 000 $      | Moquette (int.) | John McEnroe     | Harold Solomon  | 6-3, 6-4, 7-5           |                |
| 32       | 10-11-1980 | Benson & Hedges Tournament, Wembley                     | Grand Prix             | 175 000 $      | Moquette (int.) | John McEnroe     | Gene Mayer      | 6-4, 6-3, 6-3           |                |
| 33       | 09-11-1981 | Benson & Hedges Tournament, Wembley                     | Grand Prix             | 200 000 $      | Moquette (int.) | Jimmy Connors    | John McEnroe    | 3-6, 2-6, 6-3, 6-4, 6-2 |                |
| 34       | 08-11-1982 | Benson & Hedges Tournament, Wembley                     | Grand Prix             | 200 000 $      | Moquette (int.) | John McEnroe     | Brian Gottfried | 6-3, 6-2, 6-4           |                |
| 35       | 07-11-1983 | Benson & Hedges Tournament, Wembley                     | Grand Prix             | 250 000 $      | Moquette (int.) | John McEnroe     | Jimmy Connors   | 7-5, 6-1, 6-4           |                |
| 36       | 05-11-1984 | Benson & Hedges Tournament, Wembley                     | Grand Prix             | 250 000 $      | Moquette (int.) | Ivan Lendl       | Andrés Gómez    | 7-6, 6-2, 6-1           |                |
| 37       | 11-11-1985 | Benson & Hedges Tournament, Wembley                     | Grand Prix             | 300 000 $      | Moquette (int.) | Ivan Lendl       | Boris Becker    | 6-7, 6-3, 4-6, 6-4, 6-4 |                |
| 38       | 10-11-1986 | Benson & Hedges Tournament, Wembley                     | Grand Prix             | 300 000 $      | Moquette (int.) | Yannick Noah     | Jonas Svensson  | 6-2, 6-3, 6-7, 4-6, 7-5 |                |
| 39       | 09-11-1987 | Benson & Hedges Tournament, Wembley                     | Grand Prix             | 375 000 $      | Moquette (int.) | Ivan Lendl       | Anders Järryd   | 6-3, 6-2, 7-5           |                |
| 40       | 07-11-1988 | Benson & Hedges Tournament, Wembley                     | Grand Prix             | 335 000 $      | Moquette (int.) | Jakob Hlasek     | Jonas Svensson  | 6-7, 3-6, 6-4, 6-0, 7-5 |                |
| 41       | 06-11-1989 | Benson & Hedges Tournament, Wembley                     | Grand Prix             | 400 000 $      | Moquette (int.) | Michael Chang    | Guy Forget      | 6-2, 6-1, 6-1           |                |
| 42       | 05-11-1990 | Benson & Hedges Tournament, Wembley                     | World Series Free Week | 297 000 $      | Moquette (int.) | Jakob Hlasek     | Michael Chang   | 7-6, 6-3                |                |

### Double
| No | Date       | Nom et lieu du tournoi                                  | Catégorie              | Dotation       | Surface         | Vainqueurs                    | Finalistes                        | Score                  |                |
| -- | ---------- | ------------------------------------------------------- | ---------------------- | -------------- | --------------- | ----------------------------- | --------------------------------- | ---------------------- | -------------- |
| #  | 21-09-1959 | , Wembley                                               |                        | NC $           | NC              | Frank Sedgman Mervyn Rose     | Malcolm Anderson Ashley Cooper    | 16-14, 14-16, 6-2, 6-3 |                |
| 1  | 17-11-1969 | Wills Open British Covered Court Championships, Wembley |                        | NC $           | Moquette (int.) | Roy Emerson Rod Laver         | Pancho Gonzales Bob Hewitt        | 5-7, 6-3, 6-4, 6-3     |                |
| 2  | 16-11-1970 | Embassy British Covered Court Championships, Wembley    | Grand Prix             | 25 000 £       | Moquette (int.) | Ken Rosewall Stan Smith       | Ilie Năstase Ion Țiriac           | 6-4, 6-3, 6-2          |                |
| 3  | 01-11-1971 | Embassy British Covered Court Championships, Wembley    | Grand Prix             | 50 000 $       | Moquette (int.) | Bob Hewitt Frew McMillan      | Bill Bowrey Owen Davidson         | 7-5, 9-7, 6-2          |                |
|    | 1972-1975  | Pas de tournoi                                          | Pas de tournoi         | Pas de tournoi | Pas de tournoi  | Pas de tournoi                | Pas de tournoi                    | Pas de tournoi         | Pas de tournoi |
| 4  | 15-11-1976 | Benson & Hedges Tournament, Wembley                     | Grand Prix             | 125 000 $      | Moquette (int.) | Stan Smith Roscoe Tanner      | Wojtek Fibak Brian Gottfried      | 7-6, 6-3               |                |
| 5  | 14-11-1977 | Benson & Hedges Tournament, Wembley                     | Grand Prix             | 125 000 $      | Dur (int.)      | Sandy Mayer Frew McMillan     | Brian Gottfried Raúl Ramírez      | 6-3, 7-6               |                |
| 6  | 13-11-1978 | Benson & Hedges Tournament, Wembley                     | Grand Prix             | 175 000 $      | Moquette (int.) | Peter Fleming John McEnroe    | Bob Hewitt Frew McMillan          | 7-6, 4-6, 6-4          |                |
| 7  | 12-11-1979 | Benson & Hedges Tournament, Wembley                     | Grand Prix             | 175 000 $      | Moquette (int.) | Peter Fleming John McEnroe    | Tomáš Šmíd Stan Smith             | 6-2, 6-3               |                |
| 8  | 10-11-1980 | Benson & Hedges Tournament, Wembley                     | Grand Prix             | 175 000 $      | Moquette (int.) | Peter Fleming John McEnroe    | Bill Scanlon Eliot Teltscher      | 7-5, 6-3               |                |
| 9  | 09-11-1981 | Benson & Hedges Tournament, Wembley                     | Grand Prix             | 200 000 $      | Moquette (int.) | Sherwood Stewart Ferdi Taygan | Peter Fleming John McEnroe        | 7-5, 6-7, 6-4          |                |
| 10 | 08-11-1982 | Benson & Hedges Tournament, Wembley                     | Grand Prix             | 200 000 $      | Moquette (int.) | Peter Fleming John McEnroe    | Heinz Günthardt Tomáš Šmíd        | 7-6, 6-4               |                |
| 11 | 07-11-1983 | Benson & Hedges Tournament, Wembley                     | Grand Prix             | 250 000 $      | Moquette (int.) | Peter Fleming John McEnroe    | Steve Denton Sherwood Stewart     | 6-3, 6-4               |                |
| 12 | 05-11-1984 | Benson & Hedges Tournament, Wembley                     | Grand Prix             | 250 000 $      | Moquette (int.) | Andrés Gómez Ivan Lendl       | Pavel Složil Tomáš Šmíd           | 6-2, 6-2               |                |
| 13 | 11-11-1985 | Benson & Hedges Tournament, Wembley                     | Grand Prix             | 300 000 $      | Moquette (int.) | Guy Forget Anders Järryd      | Boris Becker Slobodan Živojinović | 7-5, 4-6, 7-5          |                |
| 14 | 10-11-1986 | Benson & Hedges Tournament, Wembley                     | Grand Prix             | 300 000 $      | Moquette (int.) | Peter Fleming John McEnroe    | Sherwood Stewart Kim Warwick      | 3-6, 7-6, 6-2          |                |
| 15 | 09-11-1987 | Benson & Hedges Tournament, Wembley                     | Grand Prix             | 375 000 $      | Moquette (int.) | Miloslav Mečíř Tomáš Šmíd     | Ken Flach Robert Seguso           | 7-5, 6-4               |                |
| 16 | 07-11-1988 | Benson & Hedges Tournament, Wembley                     | Grand Prix             | 335 000 $      | Moquette (int.) | Ken Flach Robert Seguso       | Marty Davis Brad Drewett          | 7-5, 6-2               |                |
| 17 | 06-11-1989 | Benson & Hedges Tournament, Wembley                     | Grand Prix             | 400 000 $      | Moquette (int.) | Jakob Hlasek John McEnroe     | Jeremy Bates Kevin Curren         | 6-1, 7-6               |                |
| 18 | 05-11-1990 | Benson & Hedges Tournament, Wembley                     | World Series Free Week | 297 000 $      | Moquette (int.) | Jim Grabb Patrick McEnroe     | Rick Leach Jim Pugh               | 7-6, 4-6, 6-3          |                |

## Palmarès dames

### Simple
| No | Date       | Nom et lieu du tournoi                               | Catégorie | Dotation | Surface         | Vainqueure       | Finaliste        | Score         |         |
| -- | ---------- | ---------------------------------------------------- | --------- | -------- | --------------- | ---------------- | ---------------- | ------------- | ------- |
| 1  | 05-05-1968 | Wembley Professional Lawn Tennis Tournament, Londres |           | NC       | Moquette (int.) | Billie Jean King | Ann Haydon-Jones | 4-6, 9-7, 7-5 | Tableau |